# РТВ БН
Радио-телевизија БН (РТВ БН или БНТВ) приватна је медијска кућа, телевизијска и радио станица са сједиштем у Бијељини.
Радио-телевизија БН почела је са емитовањем телевизијског програма 1998. године. Сједиште ове ТВ станице налази се у Улици Лазе Костића у Бијељини. Постоје и канали чија су имена БН мјузик  и БН 2. У склопу РТВ БН послује и БН радио. Путем сателита ова ТВ станица може да се прати у читавом свијету.